# Битва вин
«Би́тва вин» (фр. La Bataille des Vins)  — середньовічна французька поема. Поема є безцінним свідченням про існуючі виноградники та вина XIII століття та, по суті, є першою спробою класифікації вин. 

## Поема
Поема написана Анрі д'Анделі (фр. Henri d'Andeli) у 1224 році. Поема складається із 204 віршів. Сюжет оповідає про турнір із дегустації вин, який був влаштований королем Філіпом Августом. Більше сімдесяти зразків вина були надіслані до столу короля із різних куточків Франції та середньовічної Європи, зокрема з Кіпру, Іспанії та регіону Мозель (сучасна територія Німеччини). Судити вина мав англійський священик. Він по черзі пробував усі вина і відзначав ті, які йому сподобались або виключав ті, які не відповідали його стандартам. В результаті вино з Кіпру (вважається, що це вино Командарія) стало переможцем у дегустації.

## Результати
Із 70 зразків вина лише 7 зразків було виключено за невідповідність стандартам і у подальшому не подавались до столу короля Філіпа Августа, решта зразків було відзначено як достойні столу самого короля.

## Вина з Франції, що взяли участь у дегустації

### Відзначені вина
В дужках зазначено місце походження вина
| - Laon (Лан) - Clermont (Клермон) - Crouy (Круї) - Soissons (Суассон) - Montmorency (Монморансі) - Hautvillers (Отвілле) - Épernay (Еперне) - Argenteuil (Аржантей) - Deuil (Дей-ла-Барр) - Pierrefitte (П'єррфітт) - Marly (Марлі) - Trilbardou (Трійбарду) - Sézanne (Сезанн) - Saint-Yon (Сент-Іон) - Samois (Самуа-сюр-Сен) - Orléans (Орлеан) | - Jargeau (Жаржо) - Tonnerre (Тоннерр) - Auxerre (Осерр) - Chablis (Шаблі) - Saint-Bris (Сен-Брі-ле-Віне) - Vermenton (Вермантон) - Orchaise (Оршез) - Vézelay (Везле) - Montrichard (Монришар) - Lassay (Лассе-ле-Шато) - Sancerre (Сансерр) - Savigny (Савіньї) - Beaune (Бон) - Nevers (Невер) - Issoudun (Іссуден) - Châteauroux (Шатору) - Buzançais (Бюзансе) | - Poitiers (Пуатьє) - Chauvigny (Шовіньї) - Saint-Pourçain (Сен-Пурсен-сюр-Сіуль) - La Rochelle (Ла-Рошель) - Montmorillon (Монморійон) - Saint-Jean-d'Angély (Сен-Жан-д'Анжелі) - Taillebourg (Тайбур) - Saintes (Сент) - Angoulême (Ангулем) - Saint-Émilion (Сент-Емільйон) - Bordeaux (Бордо) - Moissac (Муассак) - Montpellier (Монпельє) - Béziers (Безьє) - Carcassonne (Каркассонн) - Narbonne (Нарбонн) |

### Виключені вина
- Chambilly (Шамбії)
- Le Mans (Ле-Ман)
- Rennes (Ренн)
- Étampes (Етамп)
- Argences (Аржанс)
- Beauvais (Бове)
- Châlons-sur-Marne (Шалон-ан-Шампань)